# Hearing Aid
Hearing Aid és una obra d'art feta per Michael Snow el 1970 i que actualment forma part de la col·lecció permanent del MACBA. L'obra consisteix en un metrònom que sona en un espai buit. El so del metrònom (i de l'espai on sona) és enregistrat i emès a través d'una casset situada en un espai contigu. El so emès per l'aparell reproductor de casset alhora és enregistrat i emès en una segona casset situada en un altre espai. El mateix procés es repeteix una tercera vegada.

## Història

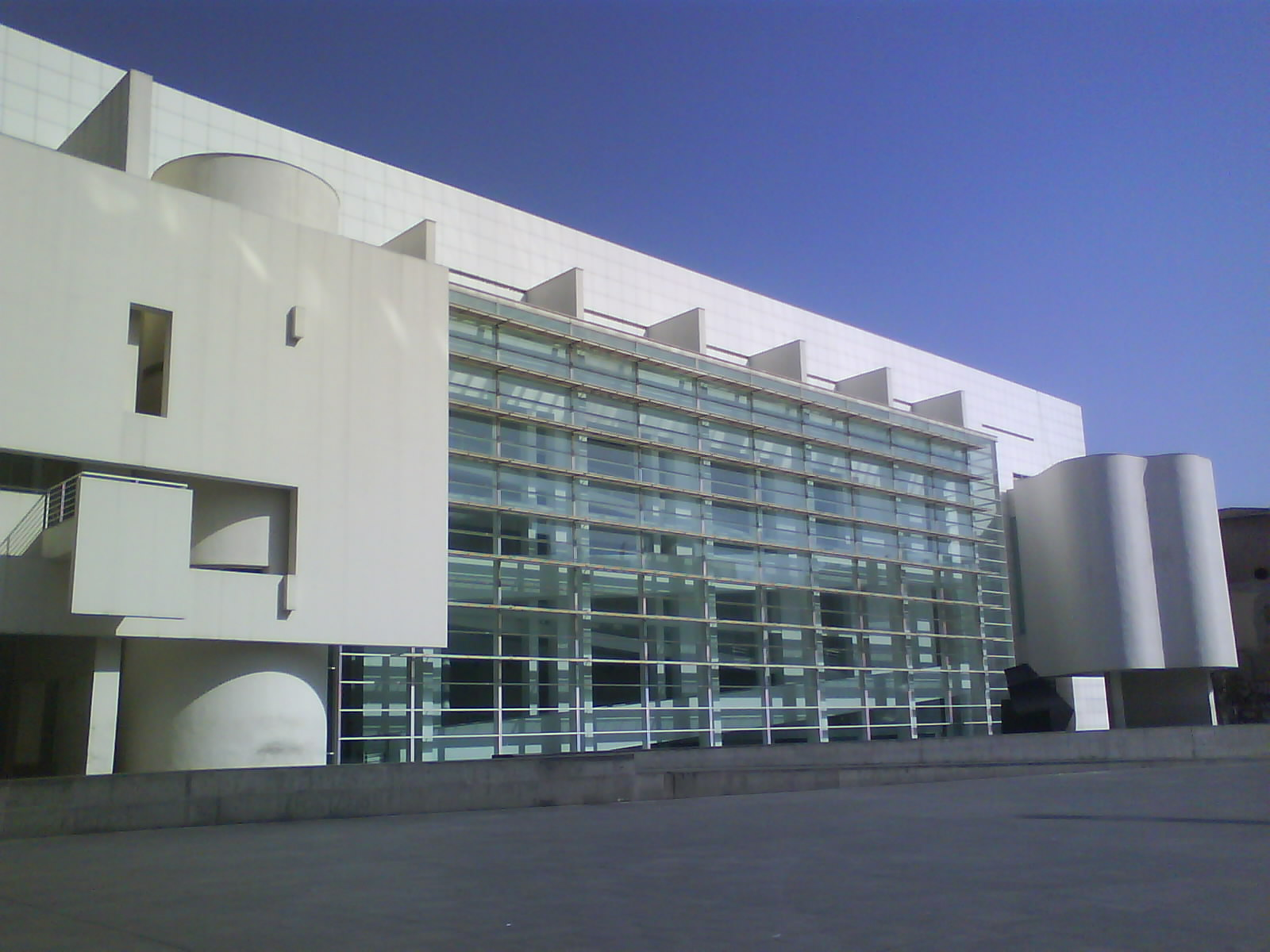
El Museu d'Art Contemporani de Barcelona, on es conserva l'obra

La capacitat de Michael Snow (Toronto, Canadà, 1929) per experimentar amb mitjans com el cinema, el vídeo, el so i l'holografia no ha minvat des que, el 1967, la seva pel·lícula Wavelenght el va consagrar com a creador d'un nou llenguatge fílmic. Considerat el pare del cinema estructuralista i reconegut pioner del videoart, la relació de Snow amb el so i la música és complexa.
A banda de creacions musicals pròpiament dites (Michael Snow també és músic i fundador del grup CCMC, que interpreta música experimental propera al jazz), aquest artista canadenc ha fet enregistraments, que són objectes autònoms en si mateixos, i nombroses instal·lacions sonores. Hearing Aid es troba entre aquestes últimes.